# Ivan Ivanovič Panajev
Ivan Ivanovič Panajev (rusky  Ивaн Ивaнович Панаев; 15. březnajul./ 27. března 1812greg., Petrohrad – 19. únorajul./ 3. března 1862greg., tamtéž) byl ruský pozdně romantický prozaik a žurnalista.

## Život

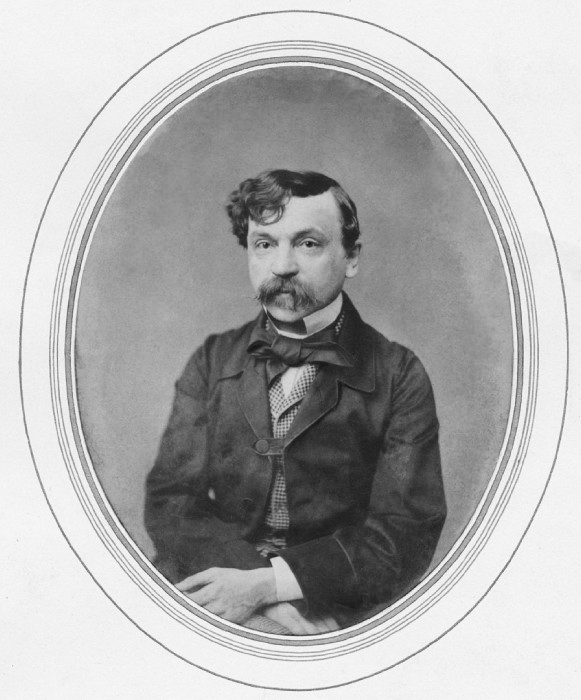
Panajev v roce 1856

Pocházel ze šlechtické rodiny. Vychován byl ve Šlechtické internátní škole při Petrohradské univerzitě a následně pracoval až do roku 1844 jako státní úředník. Literární činnost zahájil roku 1834 romantickými povídkami v duchu Bestuževa-Marlinského. Při svých pobytech v Moskvě se seznámil s Vissarionem Grigorjevičem Bělinským a pod jeho vlivem se stal jedním z hlavních představitelů tzv. naturální školy. Spolupracoval s časopisem Vlastenecké zápisky (Отечественные записки) a od roku 1847 se společně s Nikolajem Alexejevičem Někrasovem podílel na vydávání časopisu Současník (Современник).
Je autorem mravoličných črt a salónních a milostných povídek s idealizací ruské ženy. V rozsáhlejších prózách zobrazil parazitující statkářskou šlechtu a životní vyhasínání tzv. zbytečného člověka. Pro ruskou literaturu má však daleko větší význam jako žurnalista. Pod pseudonymem Новый поэт (Nový, nebo Moderní básník) psal kritické i humorné fejetony z novinářského prostředí a ze života v Petrohradě, které poskytují množství cenného materiálu pro studium jednoho z nejdůležitějších období historie ruské literatury.

## Výběrová bibliografie
- Ložnice světské ženy (1834, Спальня светской женщины»), povídka.
- Bílé myšky (1834, Белая горячка), povídka.
- Překrásný člověk (1840, Прекрасный человек), povídka.
- Petrohradský fejetonista (1841, Петербургский фельетонист), fejeton.
- Onagr (1841, Онагр), črta.
- Milostpaní (1841, Барыня), povídka.
- Akteon (1842, Актеон), povídka.
- Slečinka (1844, Барышня)., povídka
- Maminčin mazlíček (1845, Маменькин сынок), povídka.
- Příbuzní (1847, Родственники), rozsáhlá novela.
- Setkání na nádraží (1847, Встреча на станции), povídka.
- Provinciální lvi (1852, Львы в провинции), román.
- Sebrané básně Nového básníka (1855, Собрание стихотворений Нового поэта), sbírka autorových parodických básní.
- Frajeři (1856, Хлыщи), povídka.
- Vnuk ruského milionáře (1858, Внук русского миллионера), povídka.
- Črty z petrohradského života (1860, Очерки из петербургской жизни), črty.
- Vzpomínky na Bělinského (1860, Воспоминание о Белинском), paměti.
- Literární vzpomínky (1861, Литературные воспоминания), paměti.